# Conselheiro Lafaiete (gemeente)
Conselheiro Lafaiete is een gemeente in de Braziliaanse deelstaat Minas Gerais. De gemeente telt 131.621 inwoners (schatting 2022).

## Aangrenzende gemeenten
De gemeente grenst aan Congonhas, Cristiano Otoni, Itaverava, Ouro Branco, Queluzito, Santana dos Montes en São Brás do Suaçuí.